# Abdij van Werden
De abdij van Werden was een tot de Nederrijns-Westfaalse Kreits behorende rijksabdij binnen het Heilige Roomse Rijk.
Het was een benedictijnerabdij in Werden aan de Ruhr. Werden is tegenwoordig een stadsdeel van Essen. Het klooster speelde een belangrijke rol in de geschiedenis van het Heilige Roomse Rijk in de vroege middeleeuwen. Een aanzienlijk deel van het bezit van de abdij lag in het oosten en noorden van Nederland. De archieven, die grotendeels bewaard zijn gebleven, zijn voor de geschiedschrijving van dit deel van Nederland van grote waarde.

## Geschiedenis

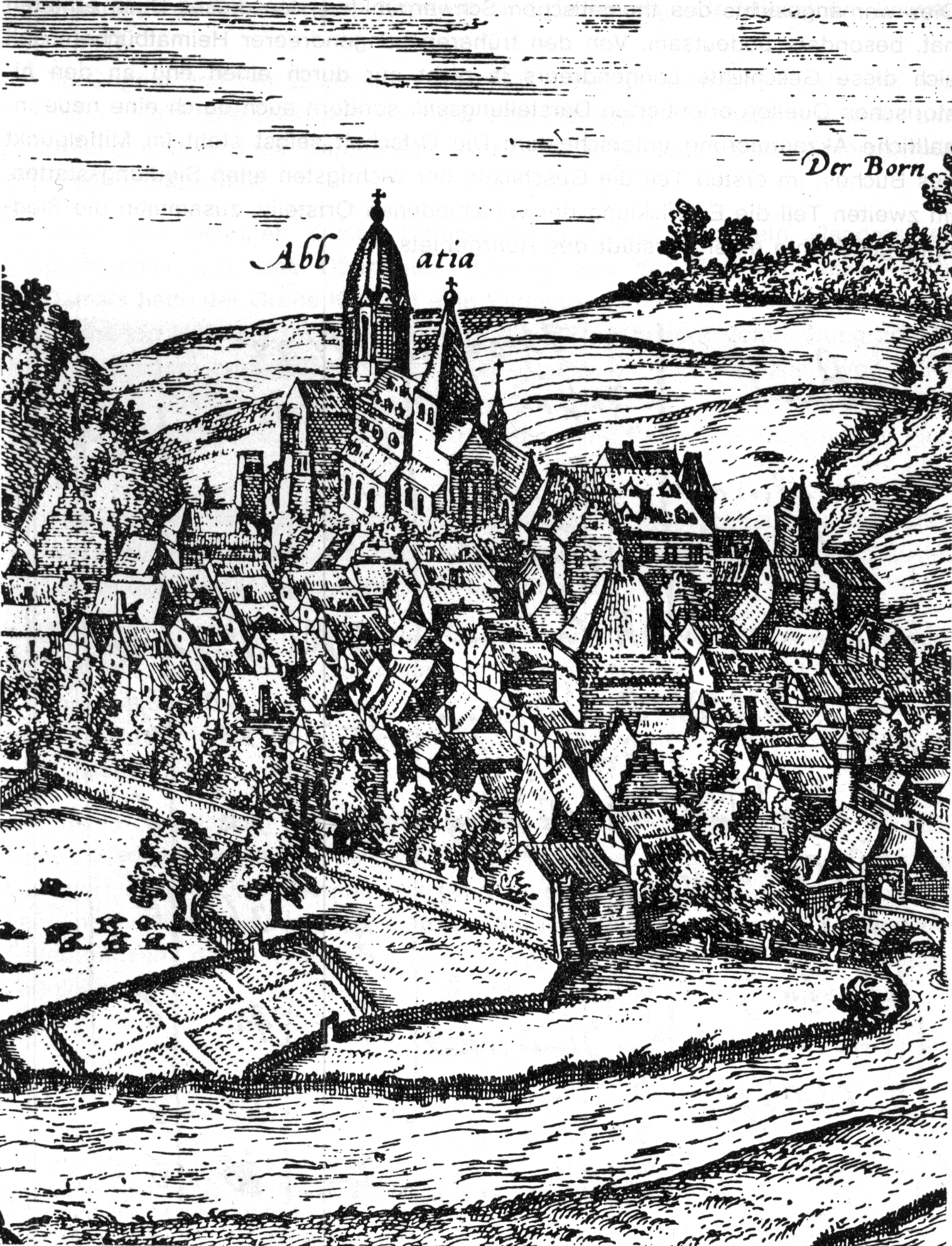
Abdij Werden in 1581

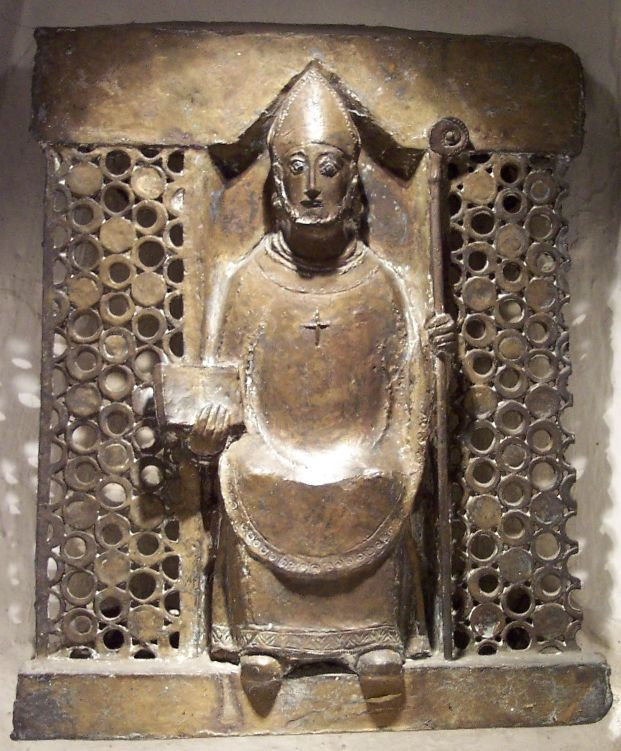
Bronsplastiek in de crypte

### Stichting
De abdij werd aan het einde van de achtste eeuw gesticht door Liudger. Zelf afkomstig uit een Friese familie, begon Liudgers bekeringswerk in het oosten van Nederland. Nadat Karel de Grote de Saksen had verslagen, breidde Liudger zijn werkterrein uit naar Westfalen, waar hij de eerste bisschop van Münster werd. De abdij zou hij in 799 hebben gesticht. Hij geldt ook als de eerste abt; na zijn dood volgde een jongere broer hem op.

### Bijzondere positie
Na een aantal abten uit de familie van Liudger ontstond het gebruik dat de monniken zelf hun abt kozen. De positie van de abdij werd verstevigd door een privilege verleend door koning Lodewijk de Jongere. Krachtens dat privilege kreeg de abdij immuniteit en werd ook de vrije abtkeuze bekrachtigd.
In de volgende eeuwen verkreeg de abdij een uitgebreid bezit, voor een groot deel in de gebieden waar Liudger ooit gepredikt had. Bekend is dat de abdij in Groningen een hof heeft gehad van waaruit de bezittingen in de Ommelanden werden bestierd.
De abten speelden in de vroege middeleeuwen een prominente rol in de politiek van het Heilige Roomse Rijk. Abt Adolf I (1160-1173) was betrokken bij de gang naar Rome van keizer Frederik I Barbarossa, en Heribert II (1197-1226) speelde een rol in de strijd om de troon tussen de Welfen en de Staufen. In 1198 wordt de abt vorst genoemd. De abdij slaagt er vervolgens in om een klein wereldlijk gebied te verwerven.

### Verval
Door de omvang van het bezit en de politieke rol die het klooster speelt, wordt het kloosterleven meer gedomineerd door wereldlijke zaken en minder door geestelijke vragen. De meeste monniken in de veertiende eeuw komen uit de betere kringen. Met enige regelmaat worden wel pogingen ondernomen om hervormingen door te voeren om zo weer meer een geestelijk centrum te worden, maar deze hebben geen blijvend resultaat. In de loop van de vijftiende eeuw verliest de abdij ook steeds meer goederen, het aantal monniken loopt terug.
Het voortbestaan van de abdij wordt ernstig bedreigd als op een gegeven moment er nog slechts drie monniken over zijn. Ingrijpen van buitenaf wordt noodzakelijk. Een abt uit Keulen weet het tij te keren en het voortbestaan veilig te stellen.

### Na de Reformatie
Als wereldlijk gebied raakt de abdij betrokken in de Dertigjarige Oorlog. In 1609 wist Ernst van Brandenburg de wereldlijke rechten van de abdij te bemachtigen. In de oorlog wist de abt echter een overeenkomst met het protestantse Brandenburg te sluiten waarbij de abt en de keurvorst van Brandenburg samen de wereldlijke macht deelden. De keurvorst oefende voogdijrechten uit als opvolger van de graven van Mark, die sinds 1334 voogd van Werden waren.
In de achttiende eeuw kende de abdij een tweede bloeiperiode. Het huidige hoofdgebouw dateert uit deze tijd. Naast de opbrengsten van de bezittingen raakt het klooster betrokken bij de steenkoolwinning.

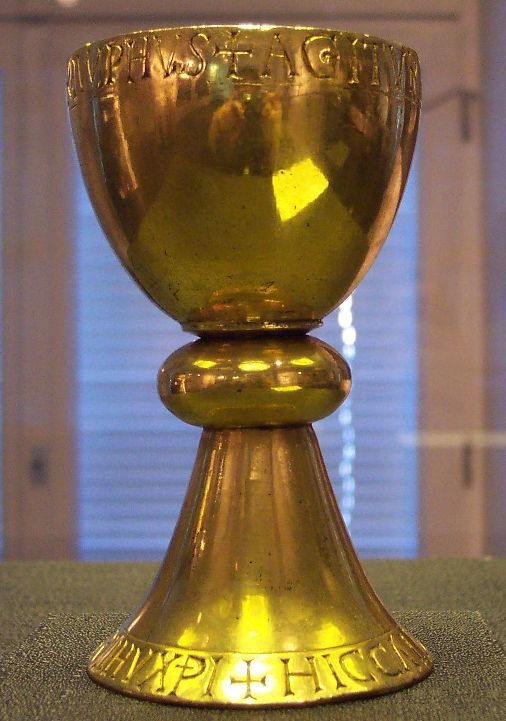
Ludgeruskelk in de schatkamer, 9e/10e eeuw

In artikel 3 van de Reichsdeputationshauptschluss van 25 februari 1803 werd de abdij toegewezen aan Pruisen. Na de nederlagen van 1806 en 1807 moest Pruisen al zijn bezittingen ten westen van de Elbe in de vrede van Tilsit afstaan. De voormalige abdij werd op 21/28 januari 1808 bij het groothertogdom Berg gevoegd. Na de nederlagen van Napoleon gaf het Congres van Wenen het gebied in 1815 weer terug aan het koninkrijk Pruisen.

## De grondboeken
Het bezit van de abdij is vastgelegd in grondboeken, die grotendeels bewaard zijn gebleven. Het oudste grondboek dateert al uit de beginperiode. In de boeken werden niet alleen de eigendommen vermeld, maar ook de naam van degene die het goed had geschonken. Ook belangrijke gebeurtenissen, bijvoorbeeld plunderingen door de Vikingen, werden opgetekend. De boeken zijn deels geschreven in het Oudsaksisch, zodat ze ook voor taalwetenschappers een belangrijke bron zijn.
Omdat de abdij uitgebreide bezittingen had in het noorden en oosten van Nederland, zijn de grondboeken ook voor Nederlandse historici waardevol. Hoewel de spelling soms vragen oproept, zijn er meerdere dorpen in Nederland die hun oudste vermelding vinden in deze grondboeken.

### Nederlandse plaatsen waar de abdij goederen had
- Albergen
- Asperen
- Beuningen (Overijssel)
- Breklenkamp
- Daarle
- Dalen
- Denekamp
- Driene
- Dulder
- Eemswoude
- Elden
- Glimmen

- Groningen
- Hall (Gelderland)
- Halvinkhuizen
- Hasselo
- Hell
- Hezingen
- Kloosterwijtwerd
- Lemselo
- Lonneker
- Losser
- Mander
- Oeken
- Putten (Gelderland)

- Reutum
- Rhenen
- Rhienderen
- Rossum
- Sleen
- Twekkelo
- Vasse
- Volthe
- Vredewold
- Wadwerd
- Wapenveld
- Wichmond
- Zenderen

### Belgische plaatsen waar de abdij bezittingen had
- Zele
- Grembergen